# 利巴斯普尔
利巴斯普尔（Libas Pur），是印度德里North West县的一个城镇。总人口27935（2001年）。

## 人口
该地2001年总人口27935人，其中男性15772人，女性12163人；0—6岁人口4725人，其中男2556人，女2169人；识字率63.94%，其中男性为71.34%，女性为54.35%。